# Toni Wolff
Toni Wolff o Antonia Anna Wolff (18 de septiembre de 1888, en Zúrich, Suiza-21 de marzo de 1953, ibid.) fue paciente y después amante de Carl Gustav Jung, convirtiéndose posteriormente en analista junguiana. La relación extramatrimonial entre Jung y Toni Wolff se fraguó durante diez años. Jung, que había estado estudiando el "ánima femenina", llegó a considerar a Toni su "segunda esposa", siendo Emma Jung su esposa legal.
A lo largo de su carrera como analista, Toni Wolff publicó escasos trabajos, aunque su obra más conocida fue un ensayo sobre los cuatro "tipos" o aspectos de la psique femenina: la amazona, la madre, la hetaira o cortesana y la médium.

## Biografía
La relación de Toni con Jung se inició en 1914. Según la película Matter of Heart, después de una sesión de análisis con Jung, Toni le invitó a comenzar una relación sentimental. Jung accedió. Toni se convirtió en una asidua en casa de Jung, y trabajaba desde últimas horas de la mañana hasta la hora de la comida familiar (de la que ella estaba excluida), para continuar por la tarde.

A Emma, indudablemente, le molestaba la relación íntima de Toni con Carl, así como la creciente dependencia intelectual entre ambos, ya que las obligaciones familiares absorbían gran parte del tiempo que Emma podía pasar con su marido.

A principios de los años 30, Jung comenzó a mostrar interés por la alquimia. Para Jung los procesos mentales íntimos o internos de los alquimistas eran semejantes al proceso de individuación. A Toni le preocupaba que marginasen a Jung si seguía con su enfoque parapsicológico. Invitó a un grupo de estudiantes universitarios para que visitaran a Jung; entre ellos, una joven de 18 años, brillante y con dificultades sociales: Marie-Louise von Franz.
En su biografía de Jung publicada en 2003, Deirdre Bair señala que von Franz dijo haber sustituido intelectualmente a Toni Wolff en la vida de Jung; extremo confirmado por la misma von Franz en Matter of Heart:

El mayor error de Wolff fue no mostrar entusiasmo por la alquimia: fue una lástima que rehusara seguir el mismo camino, ya que, de lo contrario, él no la habría abandonado para colaborar conmigo. Sólo me habría utilizado para traducir, y se habría confiado a ella. Pero no mostró ningún interés. Era una cristiana demasiado convencional y rechazó seguirle.

El largo affaire de Jung con Toni Wolff estuvo a punto de acabar con su matrimonio. Wolff permaneció próxima a Jung, y a finales de los años 40 se había creado de forma natural un espacio de cordialidad mutua entre Toni y Emma. Al final Emma aceptó la situación, aunque nunca le hizo gracia que Toni Wolff acudiera con asiduidad a la cena de los domingos.
A los 60 años Toni Wolff sufría de artritis. Tres años después, moriría. Jung, que no asistió al funeral, perdió a su amiga y compañera.

## Obra
- Strukturformen der weiblichen Psyche (escrito en 1951, publicado en 1956 en Studien zu C. G. Jungs Psychologie), ISBN 3-85630-627-7; Structural forms of the feminine psyche. Trad. en inglés por P. Watzlawik, 1956. Zúrich: C.G. Jung Institute
- Studien zu C. G. Jungs Psychologie. Daimon-Verlag, primera edición, Zúrich, 1959, segunda edición, 1981, ISBN 978-3-85630-006-7; en inglés Essays of Analytical Psychology, Daimon-Verlag, 2025. ISBN 9783856306236